# Quadre de distribució

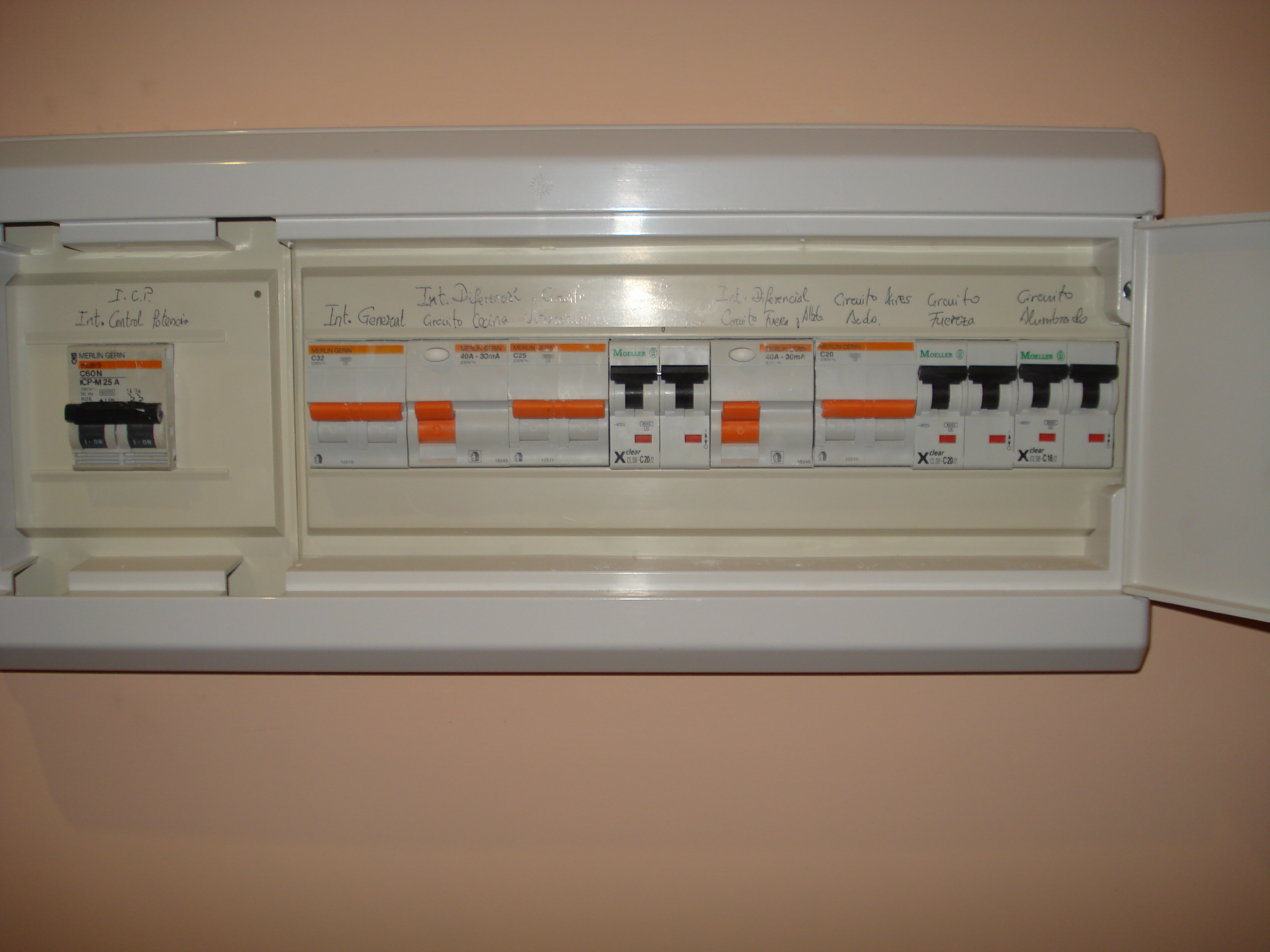
Quadre de distribució en un habitatge.

Un  quadre de distribució , quadre elèctric  o  tauler de distribució  és un dels components principals d'una instal·lació elèctrica, on es protegeixen cada un dels diferents circuits en què es divideix la instal·lació a través fusibles, proteccions magnetotèrmiques i diferencials. Almenys hi ha un quadre principal per instal·lació, com és el cas de la majoria dels habitatges, i des d'aquest es poden alimentar un o més quadres secundaris, com passa normalment en instal·lacions industrials i grans comerços.

## Altres noms
Els quadres de distribució també se'ls denomina:
- Quadre elèctric
- Armari elèctric
- Quadre elèctric de protecció
- Quadre de comandament i protecció

## Tipus

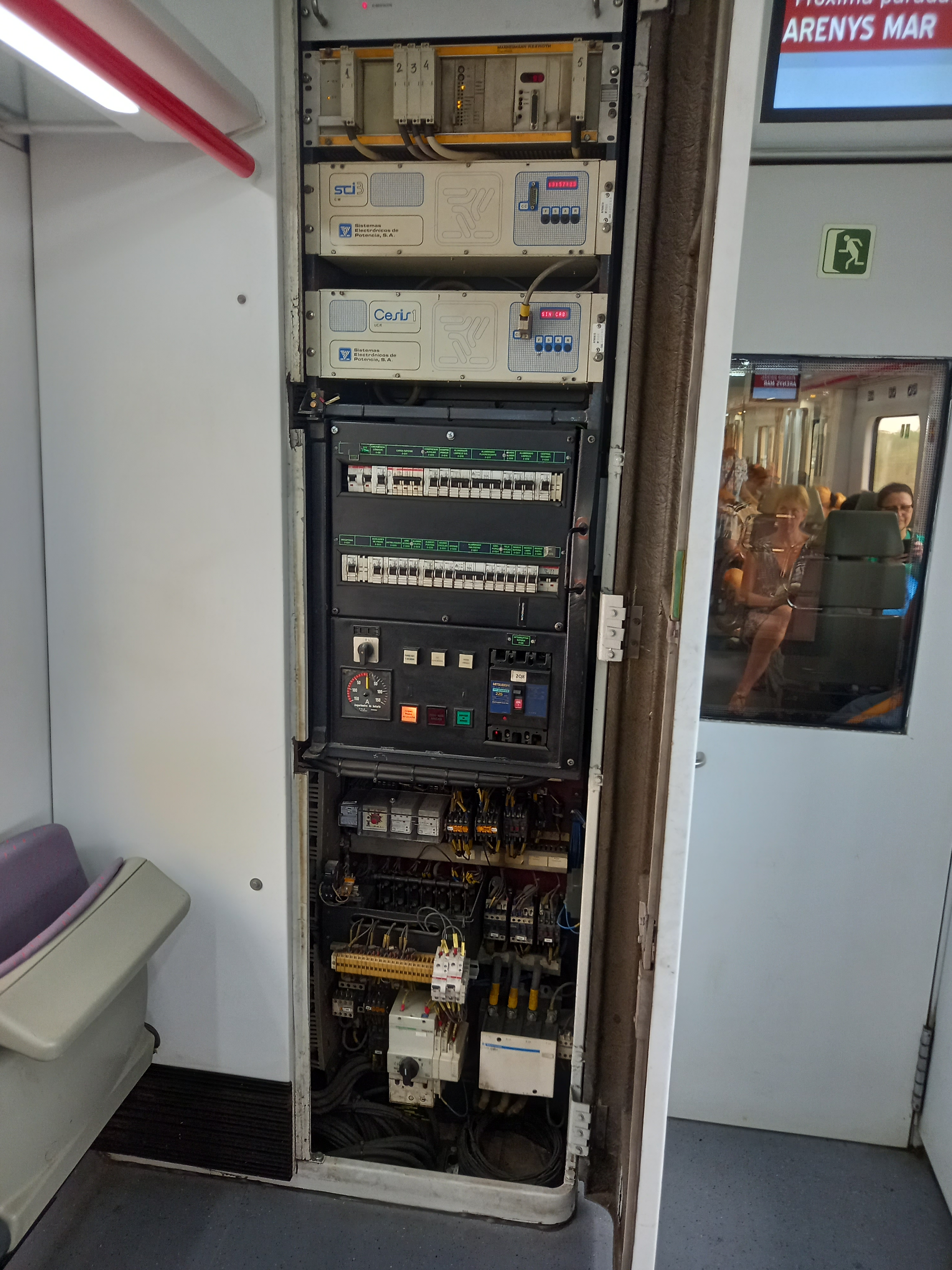
Quadre elèctric d'un ferrocarril de rodalies

Segons la seva instal·lació poden ser:
- Encastats: a l'interior de murs o les mateixes màquines o dispositius que protegeixen
- De superfície: recolzats sobre diferents superfícies.

En funció del material del seu envoltant poden ser:
- Metàl·lics (amb recobriment de pintura)
- Acer inoxidable.
- Polièster.